# 489

## Esdeveniments
- 28 d'agost - Aquileia (Itàlia): Els ostrogots de Teodoric el Gran derroten l'exèrcit d'Odoacre.
- 27 de setembre - Verona (Itàlia): Teodoric el Gran torna a derrotar Odoacre i fixa la seva capital a la ciutat.
- Edessa (Mesopotàmia): L'Escola dels perses (Schola Persica), centre científic i teològic dels nestorians, és tancada i enderrocada per ordre de l'emperador Zenó.